# كاسبار ماريا فون سترنبرغ
كاسبار ماريا فون سترنبرغ (بالألمانية: Kaspar Maria von Sternberg)‏ (و. 1761 – 1838 م) هو عالم نبات، وإحاثي، وسرخسياتي، وعالم نباتات لاوعائية، وموظف ديني، وعالم حشرات من النمسا . ولد في براغ.
وهو عضو في الأكاديمية البروسية للعلوم، والأكاديمية الألمانية للعلوم ليوبولدينا .